# Krohnhorst
Krohnhorst, im 19. Jahrhundert auch Kronhorst, ist ein Gemeindeteil von Gerswalde im Landkreis Uckermark (Brandenburg). Der Ort wurde 1836 als Vorwerk vom Rittergut Gerswalde angelegt. 1928 wurde die Gemeinde Krohnhorst gebildet, die 2001 in die Gemeinde Gerswalde eingegliedert wurde.

## Lage
Krohnhorst liegt knapp sechs Kilometer Luftlinie südsüdwestlich vom Kernort Gerswalde und rund drei Kilometer südlich von Mittenwalde. Im Norden grenzt die Gemarkung Mittenwalde, im Osten die Gemarkungen von Gerswalde und Friedenfelde, im Süden die Gemarkung von Milmersdorf und im Westen die Gemarkung Petznick an die Gemarkung Krohnhorst.
Zur Gemarkung Krohnhorst gehören auch der Große Briesensee und der Kleine Briesensee. Im Osten grenzt die Gemarkung an den Stiernsee. Ein größeres Feuchtgebiet, das von einigen Entwässerungsgräben durchzogen ist, ist das Zeckenbruch. Auf der Gemarkung existieren keine nennenswerten Fließgewässer. Einige Entwässerungsgräben ziehen sich vom Zeckenbruch zum Stiernsee sowie ein Graben zum Großen Briesensee. Im Osten bilden der Stierngraben und das westliche Seeufer des Stiernsees die Gemarkungsgrenze.
Krohnhorst ist über eine Abzweigung von der L 100 gut zu erreichen. Die L 100 mündet nördlich von Krohnhorst nach 1,8 km in die B 109. Im Osten führt eine kleine Verbindungsstraße nach Herrenstein. Der höchste Punkt der Gemarkung liegt bei etwa 92 m ü. NHN, der tiefste Bereich ist das Westufer des Stiernsees, dessen mittlerer Seespiegel bei 58 m ü. NHN m liegt. Der Ortskern liegt auf etwa 84 m ü. NHN.
Im südlichen Teil der Gemarkung Krohnhorst, hart an Grenze zur Gemarkung Friedenfelde, liegt auch der Gemeindeteil Briesen, dessen größerer, nördlicher Teil auf der Gemarkung von Krohnhorst liegt. Zwei Häuser jenseits der kleinen, Ost-West-verlaufenden Straße, die hier über 1,5 km weit die Grenze zwischen den Gemarkungen Krohnhorst und Friedenfelde bildet, gehören bereits zum Gemeindeteil Neudorf (Hausnummern Ort Neudorf 13 und 14) der Gemeinde Gerswalde.

## Geschichte
Das Vorwerk Krohnhorst wurde 1836 von Friedrich Wilhelm Karl von Arnim (1786–1852) auf Gerswalde im Gerswalder Bruchforst neu aufgebaut. Es wurde 1836 offiziell als Kronhorst benannt. Auch noch in 1861 findet sich diese Schreibweise. Dagegen benutzte Karl Friedrich Rauer schon 1857 die Schreibweise Krohnhorst, ebenso Adolf Frantz im Jahr 1863. Die Handbücher des Grundbesitzes im Deutschen Reiche von 1885 und 1896 benutzen dagegen wieder die Schreibweise Kronhorst. Das Vorwerk Krohnhorst umfasste 1836 insgesamt 1200 Morgen und bestand schon aus drei Wohnhäusern und einigen Wirtschaftsgebäuden. Der Name ist als Erhöhung im sumpfigen Gelände, wo Kraniche sind zu interpretieren.
Friedrich Wilhelm Karl von Arnim war in erster Ehe mit Wilhelmine Sophie Carlotte von Arnim, in zweiter Ehe mit Dorothea Carlotte Maaß verheiratet. Von seinen elf Kinder starben viele sehr klein oder hatten später keine Nachkommen. Lediglich drei Kinder, zwei Töchter und ein Sohn, waren verheiratet und hatten Kinder. Friedrich Wilhelm Carl von Arnim war von 1817 bis 1831 Landrat des Kreises Templin und von 1831 bis 1832 Polizeipräsident von Berlin. Er starb am 3. Mai 1852 in Gerswalde. 1846 standen in Krohnhorst 10 Wohnhäuser, der Ort hatte 88 Einwohner.
Der einzige überlebende Sohn Arthur Felix Carl von Arnim (1825–1883) erbte nun Gerswalde und die Vorwerke Herrenstein und Krohnhorst. Er selber baute 1857 das Vorwerk Briesen auf. Arthur von Arnim war mit Franziska Henriette Herbig verheiratet. Arthur Felix Carl von Arnim war Mitglied des preußischen Abgeordnetenhauses.
Auch 1861 zählte man in Krohnhorst 10 Wohngebäude, dazu 17 Wirtschaftsgebäude, aber schon 107 Einwohner. Der Tierbestand auf dem Gut wird mit 40 Pferden, 33 Stück Rindvieh und 996 Schafen angegeben. 1871 hatte Krohnhorst immer noch nur 10 Wohngebäude, nun aber schon 124 Einwohner. Für 1874 wird ein Amtmann Kolbe in Krohnhorst genannt, entweder war er Pächter oder der Verwalter. Er starb 1878. Nach dem General-Adressbuch der Ritterguts- und Gutsbesitzer im Deutschen Reiche von 1879 hatte das Gut Krohnhorst 1879 eine Gesamtgröße von 370,34 ha, davon 304,82 ha Acker, 58,12 Wiesen, 5,89 Hutung und 1,51 ha Wald. Der Grundsteuerreinertrag betrug 4523 Mark. Die Güter Herrenstein und Krohnhorst wurden vom in Krohnhorst lebenden Pächter Oberamtmann Albert Türke bewirtschaftet. Arthur von Arnim wohnte in Charlottenburg, damals noch bei Berlin. Er starb aber 1883 in Gerswalde.
Ihm folgte sein Sohn Felix Wilhelm Friedrich von Arnim (1862–1919). Er war mit Emily Schalk verheiratet. Das Handbuch des Grundbesitzes im Deutschen Reiche von 1885 nennt folgende Zahlen: 373 ha Gesamtgröße, davon 311 ha Acker, 59 ha Wiesen und 3 ha Wald. Der Grundsteuerreinertrag ist mit 4524 Mark beziffert. Für 1896 sind die Zahlen identisch. In beiden Handbüchern ist als Pächter (Albert) Türcke genannt.
1907 und auch 1914 hatte Felix von Arnim das Gut Krohnhorst an Karl Junghans verpachtet. Die Größe des Gutes ist mit 373 ha angegeben, davon 323 ha Acker, 15 ha Wiesen, 10 ha Weiden, 2 ha Holzung. 21,5 ha Unland und 1,5 ha Wasser. Der Tierbestand betrug 34 Pferde, 64 Stück Rindvieh, davon 33 Kühe, 493 Schafe und 128 Schweine. Der Grundsteuerreintrag ist mit 4524 Mark beziffert. Felix Wilhelm Friedrich starb 1919.
1921 nennt das Handbuch des Grundbesitzes im Deutschen Reich als Besitzerin von Herrenstein Frau E. von Arnim, Gerswalde (Schloß). Unter Krohnhorst ist dagegen lediglich von Arnim angegeben. Erst nach 1921 scheint deren Sohn Adolf Oswald Arthur von Arnim (1890–1970) die drei Güter übernommen zu haben.
1923 war Krohnhorst weiterhin verpachtet (Pächter: Hinz). Die Zahlen in Niekammer's landwirtschaftliche(m) Güter-Adreßbuch von 1923 sind zu 1907 und 1914 identisch, also vermutlich für 1923 nicht mehr aktuell.
Adolf Oswald Arthur von Arnim verkaufte schließlich die Güter Gerswalde, Herrenstein, Krohnhorst und Briesen 1926 an die Landgesellschaft Eigene Scholle Frankfurt (Oder). Adolf Oswald Arthur war Kgl. Preußischer Rittmeister, türkischer Major a. D. und später Kaufmann.
Die Landgesellschaft Eigene Scholle ließ die drei Güter zunächst von einem Verwalter Oemler administrieren. Die Zahlen sind gegenüber 1907, 1914 und auch 1923 unverändert, und sind sehr wahrscheinlich für 1929 nicht mehr zutreffend.
Denn schon bald nach dem Verkauf wurde das große Gut parzelliert; mit dem Gutshaus war ein Restgut und Gasthaus mit 120 Morgen verbunden. 35 neu angesetzte Bauern sollten zwischen 30 und 80 Morgen Land bekommen Außerdem wurden eine Schmiedestelle, eine Schule und ein Altenheim eingerichtet. Um 1930 war die Aufsiedlung in Krohnhorst abgeschlossen. Nicht alle angestrebten Stellen konnten besetzt werden. Einige der neu angesetzten Bauern waren unzufrieden, da der Boden nicht den versprochenen Ertrag lieferte und die Darlehensrückzahlung schwierig wurde.
1931 gab es in Krohnhorst 22 Wohnhäuser. 1939 gab es noch einen landwirtschaftlichen Betrieb mit mehr als 100 ha (in Briesen!), zwei Betriebe mit 20 bis 100 ha, 20 Betriebe mit 10 bis 20 ha, 6 Betriebe mit 5 bis 10 ha, und 8 Betriebe mit 0,5 bis 5 ha.
Zu Ende des Zweiten Weltkrieges wurde die Bevölkerung von Krohnhorst vom Ortsbauernführer Karl Richard aufgefordert, einen Flüchtlingstreck zu bilden und nach Westen zu ziehen.
In der Bodenreform wurden 395 Hektar enteignet (bezieht sich auf das nicht parzellierte Gut Briesen, das damals Wohnplatz von Krohnhorst war). Unter dem Druck eines hohen Ablieferungssolls verließen einige Bauern Krohnhorst und zogen nach Westdeutschland. 1958 wurde die erste LPG Typ III mit 12 Mitgliedern und 121 ha landwirtschaftliche Nutzfläche gebildet. 1960 hatte die LPG Typ III 26 Mitglieder und bereits 474 ha in der Bewirtschaftung. Außerdem gab es noch eine LPG Typ I mit 69 Mitgliedern und 333 ha landwirtschaftlicher Nutzfläche (jeweils unter Einschluss von Briesen). Sie wurde 1969 an die LPG Typ III angeschlossen. 1980 erfolgte der Zusammenschluss der LPG Krohnhorst und der LPG Petznick zur LPG Tierzuchtproduktion Krohnhorst. 1984 gab es auch die LPG Pflanzenproduktion. In Gewächshäusern wurden u. a. auch Tomaten angebaut.
Die LPG wurde ab 1990 abgewickelt und verkauft. Die Grundstücke wurden rückübertragen. Letztendlich etablierten sich wieder zwei landwirtschaftliche Betriebe in Krohnhorst.
| Jahr      | 1840 | 1846 | 1858 | 1871 | 1895 | 1910 | 1925 | 1946 | 1964 | 1971 | 1981 | 1991 | 2000 |
| Einwohner | 33   | 88   | 107  | 124  | 94   | 130  | 120  | 340  | 204  | 182  | 130  | 126  | 143  |

## Kommunale Geschichte
Krohnhorst gehörte bei seiner Gründung zum Landkreis Templin der Provinz Brandenburg, der bis 1952 in dieser Form Bestand hatte. In der Kreisreform von 1952 in der damaligen DDR wurde der Kreis Templin neu zugeschnitten und administrativ dem Bezirk Neubrandenburg zugeordnet. In der Brandenburgischen Kreisreform von 1993 wurden die drei Kreise Angermünde, Prenzlau und Templin mit nur kleineren Grenzkorrekturen zum Landkreis Uckermark vereinigt.
Krohnhorst wurde als Vorwerk des Rittergutes Gerswalde gegründet. Etwa seit Mitte des 19. Jahrhunderts gehörten die Vorwerke Herrenstein, Krohnhorst und Briesen zum Gutsbezirk Gerswalde. 1874 wurde der Gutsbezirk Gerswalde mit Briesen, Herrenstein, Krohnhorst und Neutanger dem Amtsbezirk 4 Gerswalde des Kreises Templin zugewiesen. Amtsvorsteher war Arthur Felix Carl von Arnim auf Gerswalde, sein Stellvertreter Amtmann Kolbe in Krohnhorst. 1897 bildete Krohnhorst (und auch Briesen) einen eigenen Gutsbezirk. 1928 wurden der Gutsbezirk Briesen und ein Teil des Gutsbezirks Herrenstein mit dem Gutsbezirk Krohnhorst zur Landgemeinde Krohnhorst vereinigt. Briesen war 1931 und 1950 ein Wohnplatz von Krohnhorst, 1971 ein Ortsteil von Krohnhorst. Zum 31. Dezember 2001 schlossen sich Friedenfelde, Gerswalde, Groß Fredenwalde, Kaakstedt und Krohnhorst zur neuen Gemeinde Gerswalde zusammen. Krohnhorst und Briesen sind heute Gemeindeteile von Gerswalde. Die Gemeinde Gerswalde ist Teil und Sitz des Amtes Gerswalde.

## Kirchliche Geschichte
Die evangelischen Kirchengemeindemitglieder werden vom Pfarramt Gerswalde betreut. Die Friedhofskapelle auf dem Friedhof dient seit einigen Jahrzehnten auch als Kirche für die Kirchengemeindemitglieder des Ortes Krohnhorst.

## Bürgermeister
- 1928 August Zittlau[20]
- 1980 Kurt Zittlau[20]